# 郭壁村
35°38′07″N 112°31′26″E / 35.63528°N 112.52389°E
郭壁村位于中国山西省沁水县嘉峰镇，分为郭南和郭北两村，2003年入选山西省第一批历史文化名村。郭壁村古建筑群于2006年被列为第六批全国重点文物保护单位。嘉峰崔府君庙为晋城市文物保护单位。
郭壁村始于北宋，历史上经济繁荣，文化昌盛，明清两代出了十几位进士。现存建筑有明、清民宅3400余间、窑洞数百孔、庙宇7座、阁楼10座、祠堂2座等，重要的古建筑有府君庙、镇行宫、古渡口、张姓、赵姓民宅、三槐里等。郭壁集居住、商贸、文化、防御、祭祀等建筑于一体，具有较高的历史文化价值。